# Heartbreaker (album av Ryan Adams)
Heartbreaker från 2000 är alt-countryartisten Ryan Adams debutalbum som soloartist, efter att hans gamla band Whiskeytown upplösts året innan. Det spelades in på fjorton dagar i Woodland Studios i Nashville och producerades av Ethan Johns.
Låten "Oh My Sweet Carolina" är en duett med sångerskan Emmylou Harris. Andra artister som gästar skivan är Gillian Welch och David Rawlings. Albumet inleds med en diskussion mellan Adams och Rawlings angående en Morrissey-låt.

## Låtlista
Samtliga låtar skrivna av Ryan Adams, om annat inte anges.
1. "(Argument With David Rawlings Concerning Morrissey)" (Ryan Adams/David Rawlings) - 0:38
2. "To Be Young (Is to Be Sad, Is to Be High)" (Ryan Adams/David Rawlings) - 3:04
3. "My Winding Wheel" - 3:13
4. "AMY" - 3:46
5. "Oh My Sweet Carolina" - 4:57
6. "Bartering Lines" (Ryan Adams/Van Alston) - 4:00
7. "Call Me on Your Way Back Home" - 3:10
8. "Damn, Sam (I Love a Woman That Rains)" - 2:09
9. "Come Pick Me Up" (Ryan Adams/Van Alston) - 5:18
10. "To Be the One" - 3:01
11. "Why Do They Leave?" - 3:39
12. "Shakedown on 9th Street" - 2:53
13. "Don't Ask for the Water" - 2:56
14. "In My Time of Need" - 5:39
15. "Sweet Lil Gal (23rd/1st)" - 3:39